# Setesdalsheiene
Setesdalsheiene es el término colectivo para las montañas situadas al oeste y al este del valle de Setesdalen, en el condado de Agder, en el sur de Noruega. El río Otra fluye por el valle entre las montañas. Esta zona se encuentra principalmente en los municipios de Bykle, Valle, Bygland, Evje og Hornnes, Sirdal, Kvinesdal y Åseral. Al norte se encuentra la vasta meseta de Hardangervidda y al oeste las montañas Ryfylkeheiene.
La Zona de Protección del Paisaje Setesdal Vesthei - Ryfylkeheiane (la versión noruega de un Zakaznik) abarca 6.155 kilómetros cuadrados (2.376 millas cuadradas) que incluyen las partes occidentales de Setesdalsheiene. El monte Sæbyggjenuten, de 1.507 metros de altura, es el punto más alto de la zona de Setesdalsheiene, pero pocos picos superan los 1.300 metros. El paisaje es en su mayor parte escarpado, con páramos y lechos de roca expuestos, con muchos lagos rodeados de flora alpina. En Setesdalsheiene viven rebaños de renos salvajes.